# Cephalotaxus oliveri
Cephalotaxus oliveri ist eine Pflanzenart aus der Familie der Kopfeibengewächse (Cephalotaxaceae). Sie ist in China heimisch, weitere Vorkommen im südöstlichen Asien gelten als fraglich.

## Beschreibung
Cephalotaxus oliveri wächst als immergrüner Strauch oder kleiner Baum, der Wuchshöhen von bis zu 4 Metern erreichen kann. Die schuppige Stammborke ist gelb bis gräulich braun gefärbt. Die 7 bis 9 Zentimeter langen Zweige sind im Querschnitt länglich-elliptisch geformt.
Die ledrigen, geraden oder leicht sichelförmig gebogenen Nadeln sind bei einer Länge von 1,5 bis 3,2 Zentimetern und einer Breite von 2,3 bis 3,2 Millimetern linear-lanzettlich geformt. Sie stehen an einem rund 0,5 Millimeter langen Stiel und gehen in einem Winkel von 55 bis 70° von den Zweigen ab. Die Basis der Nadeln ist leicht herzförmig bis herzförmig-gestutzt, während die Spitze stumpf oder scharf zugespitzt ist. Die Nadelränder sind flach. Die Nadeloberseite ist mattgrün gefärbt und an der Nadelunterseite findet man 13 bis 17 Stomatareihen.
Die Blütezeit von Cephalotaxus oliveri erstreckt sich von März bis April und die Samen reifen von August bis Oktober. Die männlichen Blütenzapfen enthalten je sechs bis zehn Mikrosporophylle mit je drei bis vier Pollensäcken. Die einzelständigen, weiblichen Zapfen haben einen rund 0,6 Zentimeter langen Stiel. Sie sind von einem Samenmantel (Arillus) umgeben. Die verkehrt-eiförmigen, eiförmigen bis fast kugeligen Samenkörner werden 2,2 bis 2,7 Zentimeter lang und 1,4 bis 1,8 Zentimeter breit. Sie haben eine stachelspitzige Spitze.
Die Chromosomenzahl beträgt 2n = 24.

## Verbreitung und Standort
Das natürliche Verbreitungsgebiet von Cephalotaxus oliveri umfasst das zentrale und südliche China. Man findet die Art dort in Chongqing, im nördlichen Guangdong, in Guizhou, im westlichen Hubei, in Hunan, dem östlichen Jiangxi, dem südlichen und westlichen Sichuan sowie im östlichen Yunnan. Laut einigen Autoren gibt es auch Vorkommen in Thailand, Laos, Vietnam und dem östlichen Indien. Diese Vorkommen gelten allerdings als fraglich und bedürfen einer genaueren Untersuchung.
Cephalotaxus oliveri gedeiht in Höhenlagen von 300 bis 1800 Metern. Die Art wächst vor allem im Unterholz von subtropischen Laub-, Misch- und Nadelwäldern. Im Unterholz kommt die Art zusammen mit verschiedenen Arten von Berberitzen (Berberis), Sommerfliedern (Buddleia), Kamelien (Camellia), Zwergmispeln (Cotoneaster), Deutzien (Deutzia), Spindelsträuchern (Euonymus), Hortensien (Hydrangea), Heckenkirschen (Lonicera), Prunus und Rhododendren (Rhododendron) vor.
Cephalotaxus oliveri wird in der Roten Liste der IUCN als „gefährdet“ eingestuft. Als Hauptgefährdung wird die Zerstörung der Wälder zur Nutzbarmachung der Böden für Ackerbau und zur Gewinnung von Holz genannt. Weiter spielt das Sammeln der Rinde und anderer Pflanzenteile für die medizinische Nutzung eine wichtige Rolle. Der Gesamtbestand der Art gilt als rückläufig.

## Nutzung
Die Rinde und andere Pflanzenteile werden als Medizin genutzt. Sie enthalten viele Alkaloide, denen eine Wirkung gegen Krebs nachgesagt wird.

## Systematik
Die Erstbeschreibung als Cephalotaxus oliveri erfolgte 1898 durch Maxwell Tylden Masters in Bulletin de l'Herbier Boissier, Band 6, Seite 270.